# Owen Jones (antiquaire)
Pour les articles homonymes, voir Owen Jones.
Owen Jones (3 septembre 1741 - 26 septembre 1814), connu sous son nom bardique d'Owain Myfyr, est un antiquaire gallois.

## Biographie
Jones est né à Llanfihangel Glyn Myfyr dans le Denbighshire. Au milieu des années 1760, il s'installe à Londres, où il entre dans une entreprise de fourreurs qu'il finit par diriger.
Dès son enfance, il étudie la littérature galloise et consacre ensuite du temps et de l'argent à sa collection. Assisté d'Edward Williams de Glamorgan (Iolo Morganwg) et du Dr William Owen Pughe, il publie, pour un coût de plus de 1000 £, The Myvyrian Archaiology of Wales (1801–1807), un recueil de documents datant du VIe au XIVe siècle. Les manuscrits qu'il a réunis sont déposés à la British Library, le matériel non utilisé dans sa ''Myvyrian Archaiology s'élève à 100 volumes, contenant 16 000 pages de vers et 15 300 pages de prose.
Jones est le principal fondateur de la Gwyneddigion Society à Londres en 1770 pour l'encouragement des études et de la littérature galloises ; et en 1805 il commence un recueil, le Greal, dont un seul volume parait. Une édition des poèmes de Dafydd ap Gwilym est également publiée à ses frais.
Il meurt en 1814 dans ses locaux commerciaux d'Upper Thames Street, à Londres, et est enterré dans le cimetière de All-Hallows-the-Less (en). Lorsque le cimetière est gravement endommagé par les bombardements de la Seconde Guerre mondiale, sa pierre tombale (qui commémorait également sa veuve et son deuxième mari, Robert Roberts) est enlevée et finalement emmenée à Llanfihangel Glyn Myfyr.

## Vie privée
Vers 1806, Jones épouse sa servante, Hannah Jane Jones (1772/3–1838), qui est de 30 ans sa cadette. Ils ont un fils, Owen Jones (1809-1874), qui devient un architecte bien connu ; et une ou deux filles.